# 금고동산성
금고동산성은 대전광역시 유성구 금고동 산 23번지에 있는 문화유적이다.
1990년대 이후 지표조사를 통해 학계에 백제산성으로 알려져 있으나, 성의 서쪽부분이 인접한 쓰레기 위생매립장 조성으로 훼손되어 있다.